# جنگ‌های ژوگورتی
جنگ ژوگورتی (به لاتین: Bellum Iugurthinum) جنگی میان ژوگورتا، پادشاه جاه‌طلب نومیدیا، و جمهوری روم بود که از ۱۱۲ تا ۱۰۵ قبل از میلاد به‌طول انجامید.
سالوستیوس کتابی را با عنوان بلوم ژوگورتینوم در باب این جنگ نگاشته‌است. او پس از پیروزی ژولیوس سزار در نبرد تاپسوس در سال ۴۶ قبل از میلاد به‌عنوان پروکنسول استان آفریقا منصوب شد، و برای همین منطقه‌ای که در مورد آن کتاب مزبور را نوشت، را به‌خوبی می‌شناخت.

## جنگ
جنگ ژوگورتی پس از آن رخ داد که اپتیمات‌ها (اشرافیان، مهتران)، با کشتن برادران گراکوس، سنای روم را در دست گرفتند. ژوگورتا هنگامی‌که دو برادرش را کُشت و پادشاهی نومیدیا را از آنِ خود کرد، می‌ترسید که مبادا رومیان جنگی را به او تحمیل کنند. در آن دوران سناتورها چنان فاسد شده‌بودند که ژوگورتا با دادن پول (رشوه) توانست نظر آنان را تغییر دهد. با وجود آن‌که سناتورها فاسد بودند پلبی‌ها چنین نبوده و مایل به جنگ با ژوگورتا بودند. کنسول و فرمانده ارتش، آقای کوینتوس متلوس، به آفریقا رفت و در ابتدا در برابر نیروهای ژوگورتا به‌آسانی جنگید، با این‌حال ژوگورتا موفق به فرار شد و از شاهان قیتولی‌ها و موروها خواستار نیروی کمکی شد. گایوس ماریوس که لگاتوس متلوس بود، وقتی او برای مدیریت جنگ نامناسب دید به روم بازگشت و در آنجا به کنسولی برگزیده شد و سربازان بسیاری را برای جنگ ثبت‌نام کرد. در نهایت نیروهای ماریوس، نومیدیا را شکست دادند و ژوگورتا در غل‌وزنجیر ابتدا به لوکیوس کورنلیوس سولا و سپس به ماریوس تحویل داده‌شد. با وجود آن‌که بر اثر زحمات سولا ژوگورتا دستگیر و زندانی شده‌بود اما ماریوس اعلام کرد که خود به‌تنهایی به جنگ پایان داده‌است. همین امر آغازی بر کینه سولا نسبت‌به ماریوس شد که سبب یک جنگ داخلی گردید.